# Cunha (Sernancelhe)
Cunha es una freguesia portuguesa del concelho de Sernancelhe, con 19,16 km² de superficie y 351 habitantes (2001). Su densidad de población es de 18,3 hab/km².